# 交戦
交戦（こうせん、military engagement）とは、一個師団より大きくはなく一個中隊よりは小さくもない2つの部隊が、それぞれ任務を帯びて散発的に戦うことである。

## 解説
交戦は、攻撃側の部隊がその任務を遂行するために戦闘を開始したときに始まり、攻撃側が任務を達成したとき、または任務を中止したとき、あるいは一方または双方が十分な増援を受け、新たな交戦が開始されたときに終了する。
戦術的な任務として、交戦はしばしば戦闘の一部へと発展することもある。交戦は通常1日から2日間続くが、数時間という短い場合もあり、5日以上続くことは稀である。部隊や指揮官にとって、武器や支援システムの戦術的な交戦範囲が重要になるのは、このような規模の戦闘の時である。

## 典拠
- Dupuy, T.N. (Col. ret.), Understanding war: History and Theory of combat, Leo Cooper, London, 1992
- Simpkin, Richard, Race to the Swift: Thoughts on Twenty-first Century Warfare. Foreword by Donn A. Starry. London: Brassey's Defence, 1985.  ISBN 0-08-031170-9.